# 稲田幸久
稲田 幸久（いなだ ゆきひさ、1983年 - ）は日本の小説家。広島県広島市生まれ。

## 来歴
広島県広島市在住。大阪教育大学大学院修了後、広島県安芸高田市職員として勤務し35歳で退職。
フリーランスでチラシ作成等を行う傍ら執筆活動と文学賞への応募を行い、2021年に『風雲月路』(出版時に『駆ける 少年騎馬遊撃隊』に改題）で第13回角川春樹小説賞を受賞。小説家デビューを果たす。
2022年には同作で第12回広島本大賞を受賞。同年9月に県内80か所の書店を回り店員や読者に感謝を伝える交流企画「おれい旅」を開催。

## 受賞・候補
- 2021年『風雲月路』で第13回角川春樹小説賞受賞
- 2022年『駆ける 少年騎馬遊撃隊』で第12回広島本大賞受賞

## 作品
- 『駆ける 少年騎馬遊撃隊』角川春樹事務所 2021/10/15 ISBN 978-4758413930
- 『駆ける(2) 少年騎馬遊撃隊』角川春樹事務所 2022/6/15 ISBN 978-4758414180